# 第23飛行隊 (航空自衛隊)
第23飛行隊（だい23ひこうたい、JASDF 23rd Fighter Training Squadron）は、航空自衛隊航空教育集団飛行教育航空隊隷下の飛行訓練部隊。2000年（平成12年）に新田原基地で新編され、F-15J/DJによる戦闘機操縦（F-15）課程の教育を行っている。

## 概要
1990年代の航空自衛隊の戦闘機操縦課程では、浜松基地の第1航空団でT-4練習機による訓練後、松島基地でT-2練習機による戦闘機操縦課程へと進み、その修了後、F-15課程は第202飛行隊、F-4EJ改課程は第301飛行隊のそれぞれの機種転換操縦課程へ進んだ後、各飛行隊へ配備されていくというプロセスを踏んでいたが、T-2の退役時期とF-2戦闘機の就役時期が近付いたことから戦闘機パイロット教育体系の根本的な見直しを迫られることとなった。これにより、1999年8月3日に新田原基地で臨時飛行教育航空隊が発足してF-15への転換訓練を開始し、転換訓練を今まで担っていた第202飛行隊が2000年10月6日に閉隊され、同日に臨時が外れた飛行教育航空隊と隷下に第23飛行隊が編成された。
なお、第23飛行隊は教育専門の飛行隊として編成されたため、対領空侵犯措置任務は除外されている。
部隊マークは、「23」を表す黄色と赤色の矢を背景にして奮い立つ野生の若駒（文献によっては都井岬の御崎馬とも）をデザインしたものになっている。

## 沿革
- 1999年（平成11年）8月3日 - 新田原基地にて臨時飛行教育航空隊発足[1]。
- 2000年（平成12年）10月6日 - 臨時飛行教育航空隊が飛行教育航空隊に改編。隷下に第23飛行隊編成[1]。

## 歴代運用機
- 練習機
  - F-15J/DJ（2000年～）
- 連絡機
  - T-4（2000年～）